# Accordo Venizelos-Tittoni
L'accordo Venizelos-Tittoni fu un accordo segreto non vincolante tra il Primo ministro greco, Eleftherios Venizelos, e il Ministro degli affari esteri italiano, Tommaso Tittoni, nel luglio 1919, durante la Conferenza di pace di Parigi.

## Termini principali
L'accordo tentò di raggiungere un accordo sulle rivendicazioni territoriali contrapposte dei due paesi relative al bacino del Mediterraneo orientale e alla penisola balcanica.
- La Grecia si impegnava a sostenere le rivendicazioni italiane su Valona e l'istituzione di un protettorato italiano sull'Albania.[1] In Asia Minore, la Grecia avrebbe sostenuto le rivendicazioni italiane sulle parti dei sangiaccati di Aydin e Menteşe, che non erano ancora state prese dall'esercito greco. Una linea di demarcazione tra le zone greche e italiane veniva tracciata nella valle del fiume Meandro. La Grecia avrebbe anche garantito all'Italia una zona franca al porto di Smirne (sotto amministrazione greca dal maggio 1919).
- L'Italia si impegnava a sostenere le rivendicazioni territoriali greche sull'Epiro settentrionale e a trasferire il Dodecaneso alla Grecia, ad eccezione dell'isola di Rodi, che sarebbe rimasta sotto il dominio italiano fino al momento in cui Cipro sarebbe stata ceduta alla Grecia dalla Gran Bretagna, al momento in cui si sarebbe tenuto un referendum per l'unione con la Grecia.

## Sviluppi
Nel gennaio 1920, Venizelos rese noto l'accordo al Consiglio supremo alleato senza alcuna reazione negativa. La posizione dell'Italia cambiò nel luglio 1920, quando il nuovo ministro degli esteri italiano, Carlo Sforza, con una nota segreta al governo greco, rinunciò all'accordo. L'Italia rinunciò formalmente all'accordo nell'agosto 1922.